# Samuel Voelckel
Samuel Voelckel, auch Samuel Völckel oder Völkel (* 1564 (ermittelt) in Königsberg (Preußen); begraben am 18. April 1621 in Bayreuth) war ein deutscher Sänger, Instrumentalist (Violine), Komponist und viele Jahre lang Kapellmeister im Fürstentum Bayreuth unter dem Markgrafen Christian.

## Leben
Über Voelckels Geburtsdatum, Herkunft und Ausbildung existieren keine Quellen. Erst kürzlich wurde sein Begräbniseintrag im Bayreuther Kirchenbuch gefunden, wonach sich sein Geburtsjahr 1564 errechnet. Darüber, ob sein Geburtsort Königsberg (Preußen) oder Königsberg in Franken ist, wurde in der Literatur diskutiert, jedoch dürfte der Zusatz Regiom. Bor. hinter seinem Namen – folgt man Robert Eitner – in der Widmung seiner Newe teutsche weltliche Gesänglein von 1613 an den Bayreuther Markgrafen Christian auf das preußische Königsberg (Borussia) deuten. Von 1583 bis 1586 ist er erstmals als Musiker (Instrumentalist) der markgräflichen Hofkapelle Ansbach nachgewiesen. Da die Ansbacher Hofkapelle von 1578 bis 1586 unter dem Ansbacher Markgrafen Georg Friedrich I., dem Administrator von Preußen, in Königsberg stationiert war, spricht auch das für Preußen als sein Geburtsland, denn dort war er 1583, laut Günther Schmidt, der Kapelle beigetreten. Sein jetzt ermitteltes Geburtsjahr 1564 ergibt ein Alter (19 Jahre), in welchem die Ausbildung zum Musiker vor seinem jugendlichen Eintritt in die Hofkapelle (1583) als abgeschlossen anzunehmen ist. Nach seinem Umzug mit der Kapelle nach Ansbach heiratete er 1587. 1593 wird sein Sohn Christoph Theodorus getauft, Pate ist Teodoro Riccio, der Ansbacher Kapellmeister. 1601 wird Voelckel bei der Taufe einer Tochter „Vicekapellmeister“ genannt und erscheint 1602 letztmals im Ansbacher Kirchenbuch.
Sein Dienstherr bis dahin, Markgraf Georg Friedrich I. war zugleich Administrator des Herzogtums Preußen und Markgraf beider Fürstentümer Brandenburg-Ansbach und -Kulmbach. Über die familiären Beziehungen seiner
Frau Sophie von Braunschweig-Lüneburg aus herzoglichem Hause könnten sich Voelckels häufige Ortswechsel als Musiker in der Zeit von 1591 bis ungefähr 1600 erklären: 1591 soll Voelckel Musiker der Hofkapelle des Landgrafen von Hessen zu Marburg gewesen sein, von 1593 bis 1594 war er Mitglied der herzoglich-braunschweigischen Hofkapelle in Wolfenbüttel. Danach wirkte er bis 1596 in der Hofkapelle des Landgrafen Moritz in Kassel. In diesem Jahr (1596) wechselte er als Musiker (wieder) nach Marburg in die Hofkapelle des Ludwig IV. Seine Bestallung dort fand am 1. August 1596 statt und kurze Zeit später trug er den Titel „Hofkapellmeister“.
Seine Tätigkeit in Brandenburg-Kulmbach-Bayreuth unter Markgraf Christian (er regierte ab 1603) wurde von allen seinen Verpflichtungen die längste. Im Jahr 1604 wirkt er vermutlich als Violinist – das legt ein archivalisches Zeugnis ohne Namensnennung nahe –  zusammen mit dem fürstlichen Hoforganisten Johann Staden bei den Hochzeitsfeierlichkeiten des Bayreuther Markgrafen Christian mit. Ob er bereits damit seinen Dienst in Bayreuth antrat, dafür fehlt aber eine Quelle. Der Hof zog 1604 von der Plassenburg bei Kulmbach nach Bayreuth, musste aber nach dem Bayreuther Stadtbrand 1605 auf die Plassenburg zurückverlegt werden (bis 1610).
Als 1612 eine Tochter von Voelckel den Bayreuther Stadtkirchenorganisten Hieronymus Schaffhirt heiratet, muss er längst in Bayreuth ansässig gewesen sein. 1613 ist Capellmeister Voelckel am Bayreuther Hof sicher zu registrieren: das legt das seinem Dienstherrn gewidmete Nürnberger Chor-Druckwerk Newe teutsche weltliche Gesänglein nahe.
Am 18. April 1621 wurde Voelckel, laut Sterberegister der Stadtkirche 1619–1628, in Bayreuth begraben; der Eintrag Kapellmeister 57 Jahr ergibt sein (ermitteltes) Geburtsjahr 1564. Mit Samuel Voelckel war der erste Bayreuther Kapellmeister der markgräflich Bayreuthischen Hofkapelle gestorben.

## Familie
Sein Sohn Christian Theodor Völckel wurde am 18. Juli 1593 in Ansbach getauft. Paten waren der Herzog Christian und der Kapellmeister Theodor Riccius. Christian Theodor wirkte als Instrumentist in Darmstadt, wo er 1635 Kapellmeister wurde. In gleicher Stellung arbeitet er ab 1640 bis zu seinem Tode am 10. März 1644 in Frankfurt am Main. Er komponierte mehrere Lieder und ein Konzert. Sein Sohn Ernst Martin war ebenfalls Musiker und Komponist.

Die Tochter Catharina Barbara Völckel heiratete am 14. April 1612 in der Bayreuther Stadtkirche den Hoforganisten Hieronymus (III) Schaffhirt, getauft am 7. Mai 1589 in Lohmen, Sohn des gleichnamigen Papiermachers dort und Enkel des Hieronymus Schaffhirt.

Als weitere Kinder zählen der 1612 und 1614 genannte Samuel Völckel (Volckelius), Kantor zu St. Ulrich in Halle, und dessen Bruder Fabian Lorenz Völckel (Voelckel), letzterer ebenfalls Hofmusiker in Bayreuth und in einer Musikerliste von 1623 genannt.

## Werke
- Exaudiat te Dominus, Motette für acht Stimmen, 1607, Dresden. Trostlied für Kurfürst Johann Georg I. von Sachsen, zum Tode seiner Gattin
- Dem edlen Weidwerk zu gefallen hier ich diss liedlein mit schalle, Jägerliedlein, 1608, Dresden. Kurfürst Johann Georg gewidmet
- Newe teutsche welt=|liche Gesänglein/ mit vier und fünff | Stimmen/ auff Galliarden/ Täntz/ vnnd Musicalische | art/ benebenst Cuorranten vnd Galliarden ohne Text/ zur | Fröligkeit componirt vnd in Druck verfertiget | Durch | Samuel Völckeln/ Fürstlichen Brandenburgischen | Capelnmeistern/ oberhalb Gebirgs. | CANTUS. | Nürnberg/ In verlegung Georg Leopold Fuhrmanns. | M. DC. XIII. (1613) Markgraf Christian von Bayreuth gewidmet
- Hochzeitsmusik 1613, gedruckt in Leipzig (siehe RISM OPAC)
- Zwei achtstimmige Motetten Gaudete, filiae Hierusalem und Domine, probasti me (datiert 30. April 1617). Handschriftliche Originale in Sammelband, Herzog Johann Casimir von Coburg gewidmet: Staatsarchiv Coburg LA A 2243.